# Villa Hermès
 (septembre 2020).
La Villa Hermès est un petit château du Lainzer Tiergarten en Autriche, situé dans un ancien domaine de chasse de la noblesse autrichienne à l'ouest de Vienne, non loin de Schönbrunn. Ce château tire son nom du Dieu grec Hermès, dont la statue se trouve dans le jardin du château. L'Empereur Franz Joseph I l'offrit à l'Impératrice Élisabeth dite « Sissi » en tant que « château des rêves ». Aujourd'hui, la Villa Hermès est utilisée pour des expositions du Musée de Vienne (Wien Museum).

## Histoire
François-Joseph Ier se décide de construire la « Villa Waldruh » (le nom original) durant l'été 1881. La construction s'étale de 1882 à 1886 sur les plans de l'architecte Karl von Hasenauer. Au plus tard en 1885, il est décidé de nommer l'édifice Villa Hermes. L'impératrice elle-même charge le sculpteur berlinois Ernst Herter de la réalisation de la sculpture « Hermès le gardien » qui devait être disposée dans le jardin. En 1886, les travaux du bâtiment, y compris toutes les annexes, comme l'école d'équitation de l'impératrice, sont terminés. Entre 1887 et 1898 (l'année du décès d'Élisabeth), le couple impérial y séjourne régulièrement au printemps pour une durée de quelques jours à quelques semaines.
L'empereur ordonna l'aplanissement de tous les prés et l'«élimination des taupinières» parce que «Sa Majesté ne peut pas monter ses chevaux ici». Au bord de l'étang proche de la villa, une cabine de bain, qui n'existe plus aujourd'hui, fut construite pour l'impératrice. La rue menant à la villa Hermès fut l'une des premières de Vienne à être équipée d'un éclairage électrique. En 1896 la villa est le premier bâtiment de Vienne à disposer d'un téléphone. 
La Villa Hermès tombe dans l'oubli entre 1945 et 1955. Elle fait à nouveau parler d'elle en 1963 grâce au film de Walt Disney « Le Grand Retour » (Miracle of the White Stallions en anglais).
La villa est rénovée par une initiative privée de célèbres personnalités entre 1968 et 1974. La première exposition est ouverte en 1971 dans le cadre de la contribution de l'Autriche à « l'exposition mondiale de la chasse » de Budapest. Depuis ce temps-là, la Villa Hermès attire de nombreux visiteurs car elle représente une destination d'excursion couru en lien avec la culture, l'histoire et le Mythe de Sisi. Elle est localisée au milieu d'une réserve naturelle (Lainzer Tiergarten) de plus que 2 500 hectares.

## Intérieur
Des tableaux de Hans Makart, Gustav Klimt et Viktor Tilgner décorent l'intérieur de l'édifice.
Au premier étage de la villa se trouvent les salles privées de l'impératrice. C'est à cet étage que Sisi réalisait ses exercices dans une salle de gymnastique. Les peintures de mur de style pompéien, qui sont l'œuvre d'August Eisenmenger, de Hugo Charlemont et d'Adolf Falkenstein, montrent divers sports. Derrière le local des toilettes se trouve la chambre à coucher. Contrairement aux autres espaces, les nombreux objets originaux sont restés dans la chambre à coucher de l'impératrice. Ainsi l'immense lit de luxe baroque remonte au temps de Marie Thérèse et se trouvait autrefois dans la pièce impériale de la station de poste à Strengberg près d'Amstetten. Les peintures du mur d'après l'œuvre de Shakespeare Le Songe d'une nuit d'été furent réalisées sur idée de Hans Makart. De la chambre à coucher, un escalier en colimaçon mène au rez-de-chaussée et dans le jardin. Dans le salon, on trouve le tableau de couvertures reconstituées Le printemps de Franz Matsch, Gustav Klimt et Georg Klimt. Dans les archives de l'urbanisme de la ville, les nombreuses livraisons de pierres sont documentées selon leurs origines comme le marbre de Sterzing, marbre de Laas, les pierres de Wöllersdorfer pour des placements d'escaliers dans le bâtiment principal, les pierres de Mannersdorf dur, les pierres d'Almas, les pierres de Lindabrunn et les pierres de Sankt Margarethen. Les pierres Kaiserstein de la Kaisersteinbruch furent utilisées dans certaines annexes. Directement devant le petit château se trouve la sculpture « Élisabeth » d'Ulrike Truger. Avec cette statue, l'artiste prend pour thème la contrainte, la fuite et la liberté auxquelles l'impératrice était soumise. La sculpture en marbre de Carrare est haute d'environ 2,5 mètres et pèse 6,5 tonnes. Avec son œuvre « Élisabeth : La contrainte – la fuite – la liberté », Truger voulait créer une image à contre-courant du cliché de Sisi l'impératrice. Les trois côtés de la sculpture représentent l'ambivalence de sa personnalité, des matières pour la contrainte, le manteau pour la fuite et l'aile pour la liberté.

## Écuries
Les écuries des chevaux de l'impératrice sont installées dans l'aile gauche de la cour. Les installations de l'écurie originale sont toujours visibles en grande partie. Entre les boxes et les places se trouve un rondeau. Une construction ronde d'un diamètre de 20 mètres réalisée pour que les chevaux de l'Impératrice puissent courir en intérieur en cas de mauvais temps. Des années 1950 jusqu'en 2005, ces écuries étaient utilisées durant sept semaines comme écuries d'été des étalons Lipizzans de l'École Espagnol d'Équitation de Vienne.

## Galerie

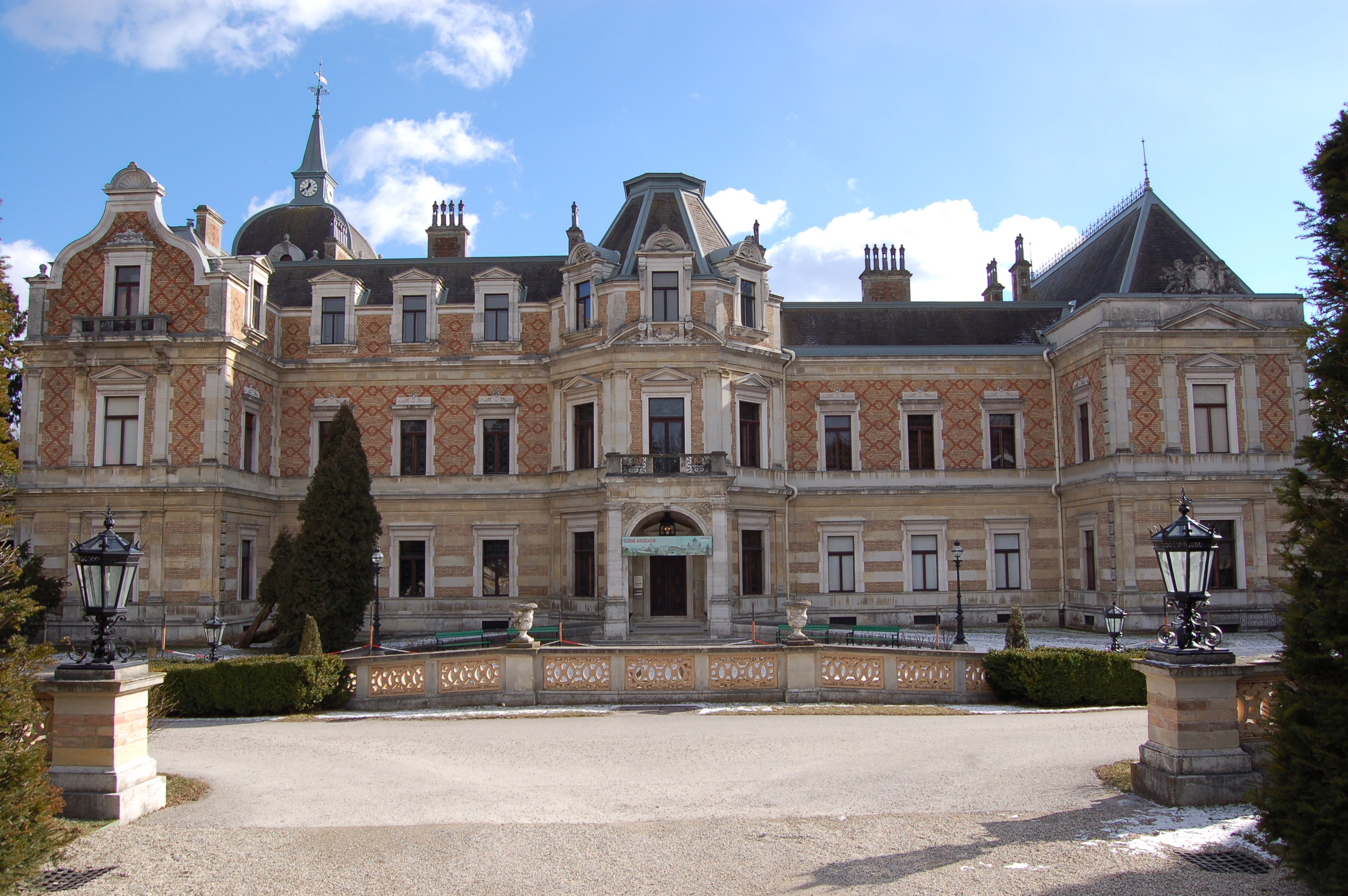
Villa Hermès - Façade avant.
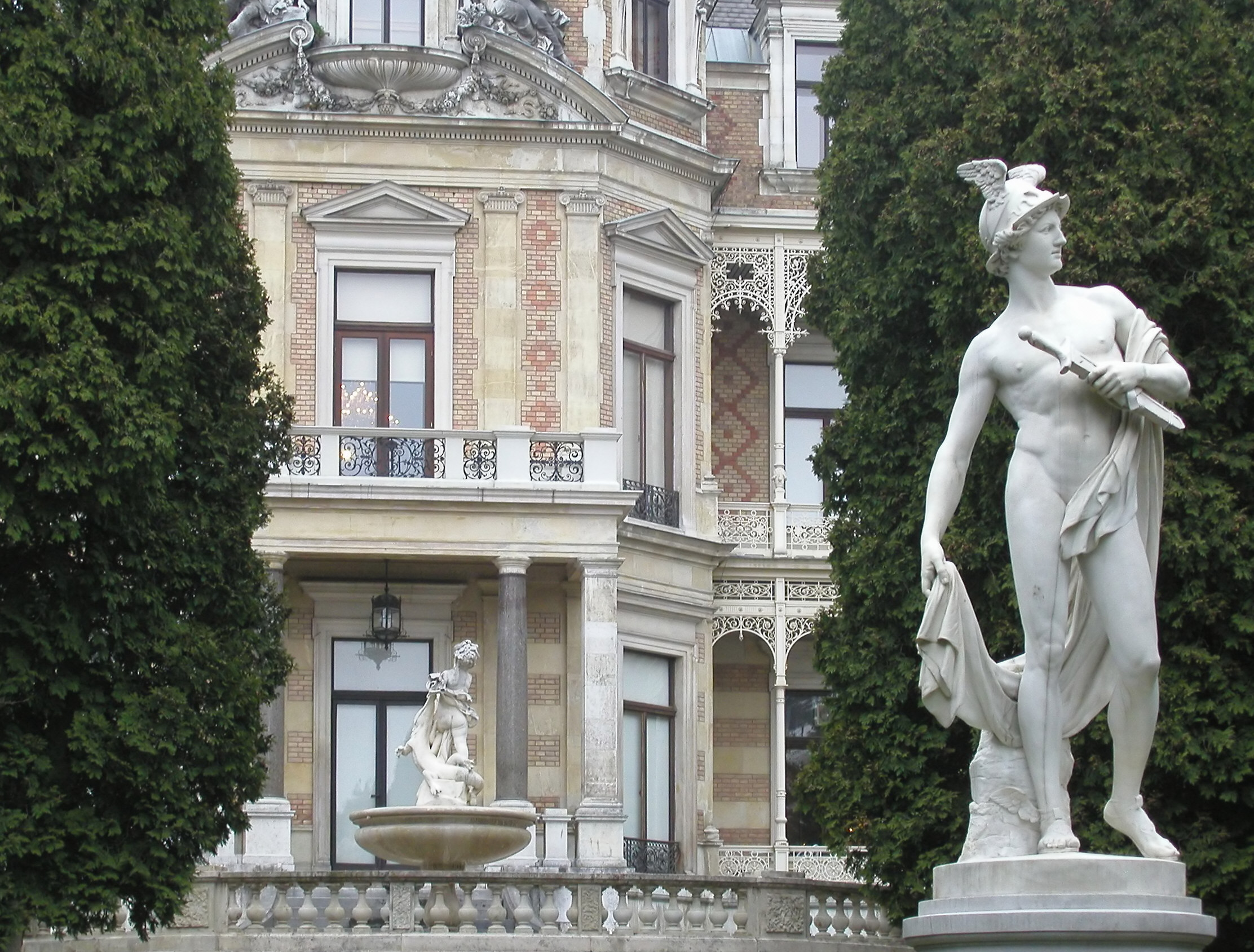
Statue d'Hermès.
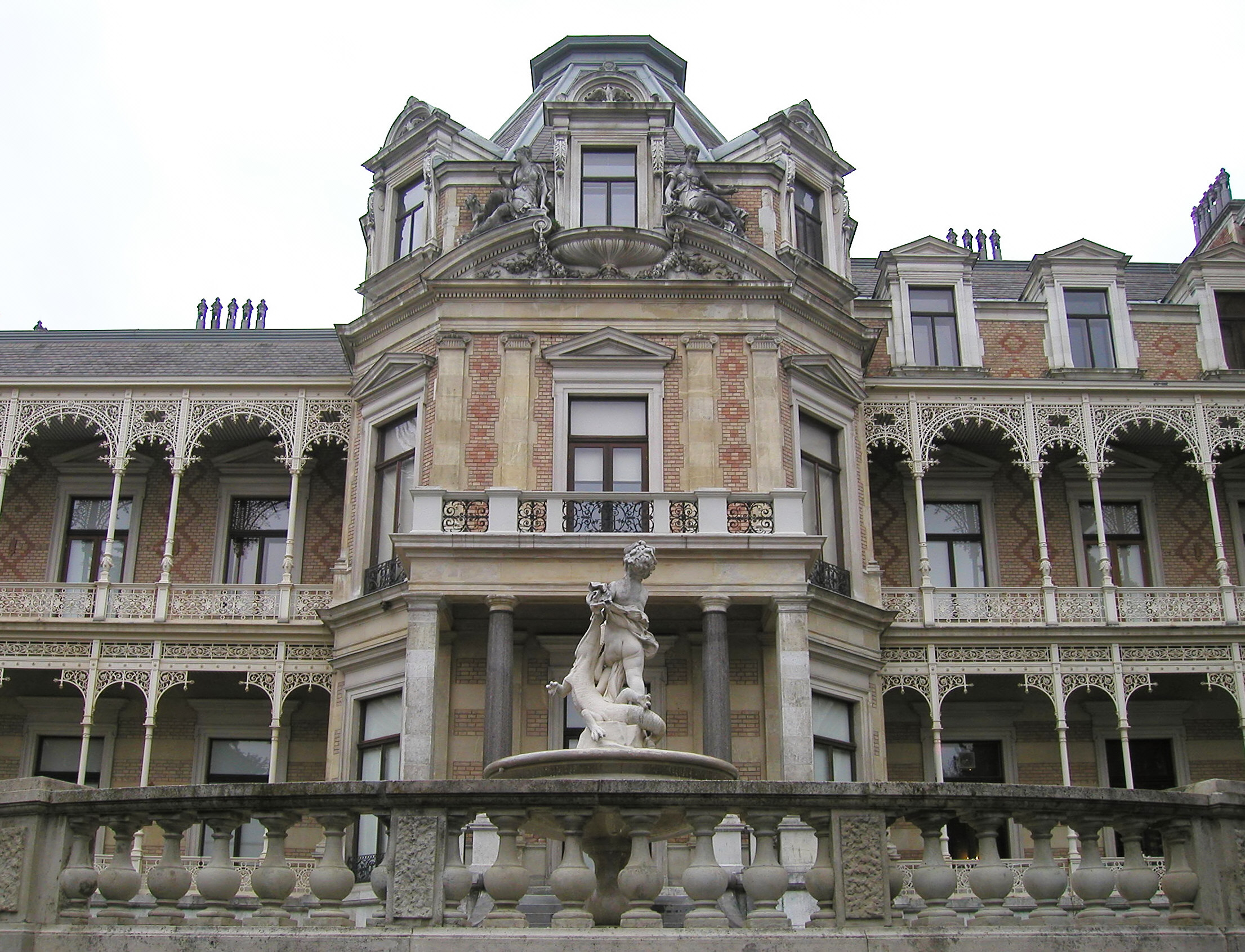
Villa Hermès - Vue du jardin.
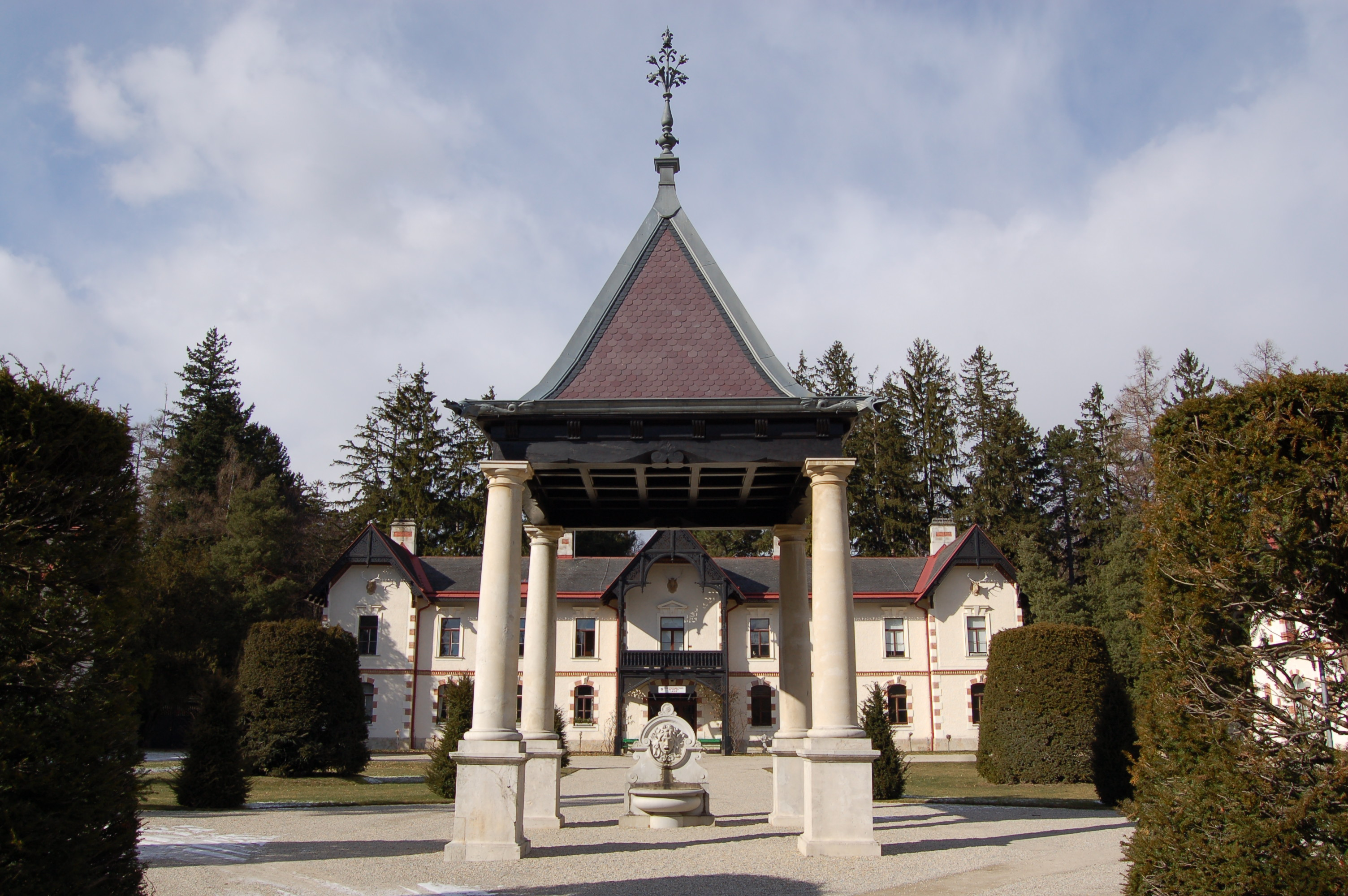
Fontaines dans la cour de la villa.